# Новощербаков
Новощербаков — посёлок в Октябрьском районе Ростовской области.
Входит в состав Мокрологского сельского поселения.

## География
Посёлок расположен на автомобильной трассе «Шахты — Мелиховская». Расстояние до районного центра пгт Каменоломни — 20 км.

### Улицы
- ул. Садовая,
- ул. Свободная,
- ул. Степная.

## История
В 1987 году указом ПВС РСФСР поселку второй фермы совхоза «Комсомолец» присвоено наименование Новощербаков.

## Население
| 2010 |
| ---- |
| 50   |